# マティユー (小惑星)
マティユー (1592 Mathieu) は小惑星帯に位置する小惑星である。1951年にシルヴァン・アランがベルギー王立天文台で発見した。
アランの孫に因んで名付けられた。